# 偵緝訓練學校
偵緝訓練學校（英語：Detective Training School，縮寫：DTS）前身是偵緝人員先修班，隸屬於香港警務處，為偵緝人員的主要訓練培育機構，於2001年6月30日解散及改變組織，改革為香港警察學院偵輯訓練科。偵緝訓練學校開辦21年來，培育過近萬名人員。

## 歷史

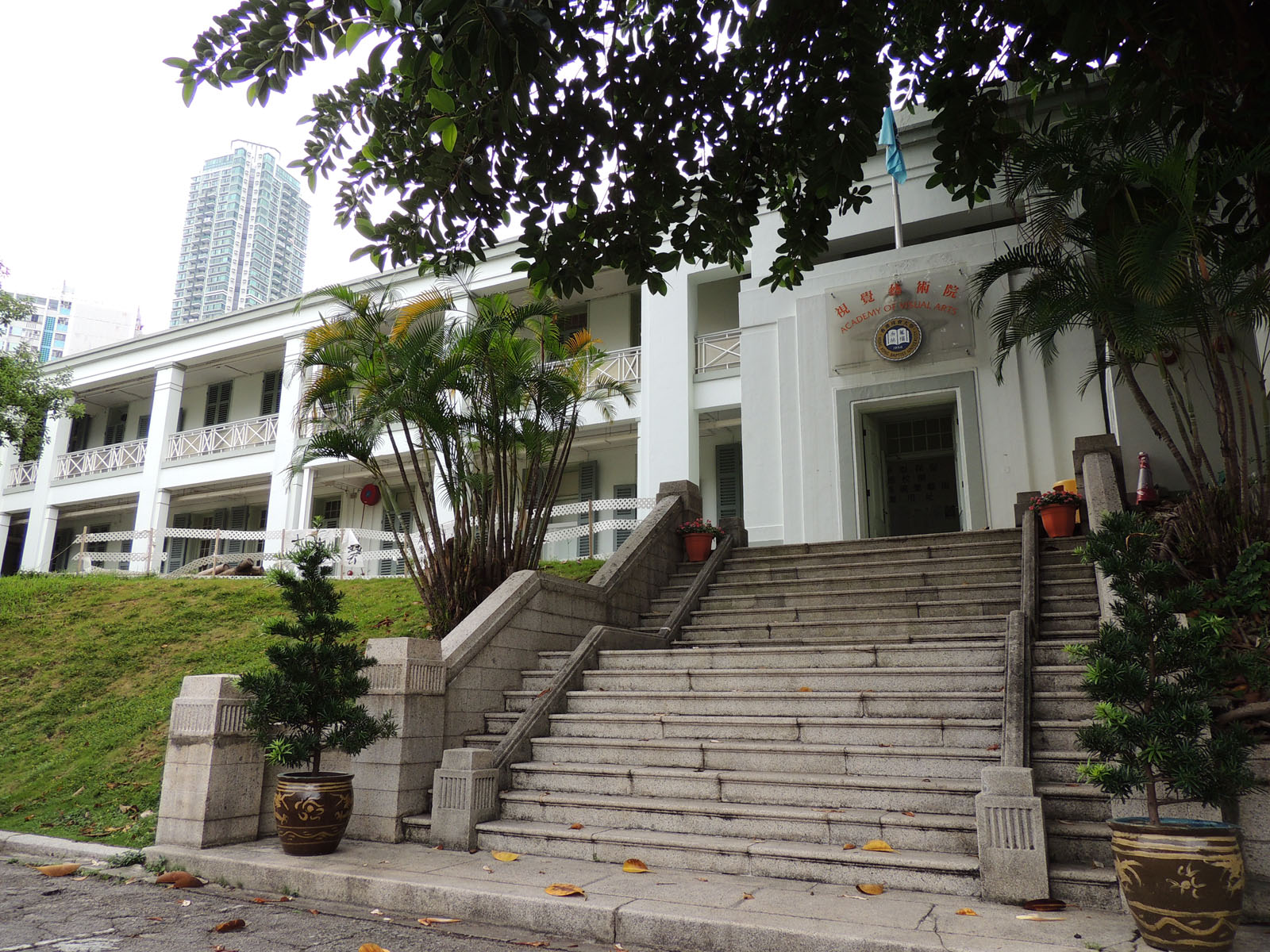
偵緝訓練學校現址被更改為香港浸會大學啟德校園

偵緝訓練學校原址於1934年落成，樓高兩層，是香港現存少數的維多利亞式房屋，屬於香港法定古蹟。於啟用時，為英國皇家空軍軍官會所及宿舍，附設軍營及防空洞等軍事設施。
1941年香港淪陷，日本軍將其作為軍營以及作為審問場地，同時利用位於後山坡的防空洞屠殺戰俘。香港重光後，基於鬧鬼傳說，軍官會所一直被空置，只是間中被駐港英軍使用為訓練用途。
1978年，駐港英軍將該建築交予香港政府。
1980年3月，時任警務處處長韓義理將該處更改為偵緝訓練學校，並且親自主持開幕儀式。
1990年代，香港執法部門及私營機構對於偵緝訓練的需求與日俱增，偵緝訓練學校現址空間不敷應用。於1997年，警務處完成擴建規劃，準備於2001年興建一座經過特別設計的綜合大樓，大樓內設有一所學校及在職訓練中心。然而，為了全面地提升警務處的效率、務求集中資源及一體化，加上政府有意將偵緝訓練學校交予房協重建為夾屋，上述計劃擱置，計劃更改為將偵緝訓練學校搬遷至香港警察學院，與警察駕駛訓練學校的情況同樣。同年6月30日，時任署理警務處副處長（管理）梁豐順為偵緝訓練學校主持閉幕儀式，標誌著香港警察偵緝訓練邁進新里程。偵緝訓練學校關閉後，所有偵緝訓練由偵緝訓練科負責。

## 外部連結
- 偵緝訓練學校遷址 （页面存档备份，存于）